# (38981) 2000 UW3
(38981) 2000 UW3 est un objet de la ceinture principale d'astéroïdes extérieure découvert en 2000.

## Description
(38981) 2000 UW3 a été découvert le 24 octobre 2000 à l'observatoire Magdalena Ridge, situé dans le comté de Socorro, au Nouveau-Mexique (États-Unis), par le projet Lincoln Near-Earth Asteroid Research (LINEAR).

### Caractéristiques orbitales
L'orbite de cet astéroïde est caractérisée par un demi-grand axe de 3,23 ua, un périhélie de 3,17 ua, une excentricité de 0,02 et une inclinaison de 20,47° par rapport à l'écliptique. Du fait de ces caractéristiques, à savoir un demi-grand axe entre 3,2 et 4,6 ua, il est classé, selon la JPL Small-Body Database, comme objet de la ceinture principale d'astéroïdes extérieure.

### Caractéristiques physiques
(38981) 2000 UW3 a une magnitude absolue (H) de 13,5 et un albédo estimé à 0,085.